# Kotorac
Kotorac este un sat din comuna Pljevlja, Muntenegru. Conform datelor de la recensământul din 2003, localitatea are 10 locuitori (la recensământul din 1991 erau 48 de locuitori).

## Demografie
În satul Kotorac locuiesc 8 persoane adulte, iar vârsta medie a populației este de 49,6 de ani (40,8 la bărbați și 54,0 la femei). În localitate sunt 5 gospodării, iar numărul mediu de membri în gospodărie este de 2,00.
Această localitate este populată majoritar de sârbi (conform recensământului din 2003).
|  |

| Demografie | Demografie | Demografie |
| An         | Locuitori  | Locuitori  |
| ---------- | ---------- | ---------- |
|            |            |            |
|            |            |            |
|            |            |            |
|            |            |            |
| 1948       | 105        |            |
| 1953       | 113        |            |
| 1961       | 103        |            |
| 1971       | 55         |            |
| 1981       | 39         |            |
| 1991       | 48         | 48         |
| 2003       | 10         | 10         |

| \| Componența etnică conform recensământului din 2003[2] \| Componența etnică conform recensământului din 2003[2] \| Componența etnică conform recensământului din 2003[2] \| Componența etnică conform recensământului din 2003[2] \| Componența etnică conform recensământului din 2003[2] \| \| ----------------------------------------------------- \| ----------------------------------------------------- \| ----------------------------------------------------- \| ----------------------------------------------------- \| ----------------------------------------------------- \| \| \| \| \| \| \| \| Sârbi \| Sârbi \| \| 9 \| 90% \| \| Muntenegreni \| Muntenegreni \| \| 1 \| 10% \| \| necunoscută \| necunoscută \| \| 0 \| 0% \| |              |  |   |     |
| Componența etnică conform recensământului din 2003 |              |  |   |     |
| |              |  |   |     |
| Sârbi | Sârbi        |  | 9 | 90% |
| Muntenegreni | Muntenegreni |  | 1 | 10% |
| necunoscută | necunoscută  |  | 0 | 0%  |